# Construyendo la historia con la memoria de nuestros mártires
El Memorial de Peñalolén Construyendo la historia con la memoria de nuestros mártires  fue  levantado en homenaje a los ejecutados políticos y a los detenidos desaparecidos de la comuna de Peñalolén ubicada en  Santiago de Chile, durante la dictadura militar encabezado por Augusto Pinochet . La obra recuerda a los detenidos desaparecidos y ejecutados políticos provenientes de la comuna de Peñalolén durante la dictadura militar. Con las figuras de un hombre, una mujer y una niña se representa en buena parte la realidad de esta comuna, donde murieron personas de ambos sexos y de todas las edades, incluso infantes muy pequeños.

## El monumento
La escultura construida en concreto de un hombre, una mujer y una niña, fue una iniciativa del Centro Cultural por la Memoria Histórica de Peñalolén. Esta obra recuerda a 34 personas víctimas de la represión de fuerzas de seguridad y agentes del estado de la dictadura ocurrida en Chile entre 1973 y 1990. El diseño y construcción del monumento fue obra de la escultora Tatiana Gamboa Castro.
Está ubicada en la Plaza los Mártires, ubicada en calle Ictinos con Avenida Grecia